# Mischocyttarus filipendulus
Mischocyttarus filipendulus är en getingart som beskrevs av Cooper 1998. Mischocyttarus filipendulus ingår i släktet Mischocyttarus och familjen getingar. Inga underarter finns listade i Catalogue of Life.